# Дезинтеграција
Дезинтеграција је најопштије, рушење целине, растакање, поремећај равнотеже. Такође, нарушавање потпуности, целовитости, јединства сложене целине, способности или функција (мишљења, памћења, учења, моторике), неког комплекса функција или личности у целини. Дезинтеграциони процеси су најчешћи показатељи поремећаја и тешкоћа у социјалном функционисању личности.